# Cerebra
Cerebra — технологический стартап, основанный в Казахстане. Компания специализируется на разработке решений в области медицинской визуализации и диагностики с применением технологий искусственного интеллекта (ИИ) для улучшения выявления и диагностики инсультов и других острых неврологических состояний на ранней стадии.

## История
В июле 2021 года стартап Cerebra получил 1 миллион долларов от Тимура Турлова.
В феврале 2022 года Cerebra получила 15 миллионов долларов от Notion Capital.
В 2023 году Cerebra прошел в финал и стал победителем конкурса Global Startup Awards. Несмотря на успех, в интервью СМИ основатель проекта заявил о пересмотре стратегии развития и исключении Казахстана из краткосрочных планов компании из-за административных и инфраструктурных сложностей.
Весной 2024 года компания официально объявила о переносе своей штаб-квартиры в Кремниевую долину (США).
Cerebra также начала сотрудничество с несколькими североамериканскими клиниками для тестирования и внедрения своей платформы.
В марте 2025 года стартап был включён в список наиболее инновационных ИИ-компаний Северной Америки.

## Деятельность
Cerebra занимается разработкой программного обеспечения на основе технологий искусственного интеллекта, предназначенного для помощи в диагностике острых нарушений мозгового кровообращения, в частности ишемического и геморрагического инсульта. Решения компании направлены на ускорение процесса интерпретации медицинских изображений (КТ и МРТ) и снижение вероятности диагностических ошибок в условиях ограниченного времени, характерных для неотложной медицины.
Разработка проходит тестирование в ряде клиник Северной Америки, где компания также наладила стратегическое партнёрство с медицинскими учреждениями и научными центрами.